# Gliese 604
Gliese 604 is een oranje dwerg in het sterrenbeeld Norma met magnitude van +8,06 en met een spectraalklasse van K4.V. De ster bevindt zich 48,08 lichtjaar van de zon.